# خیابان در باران

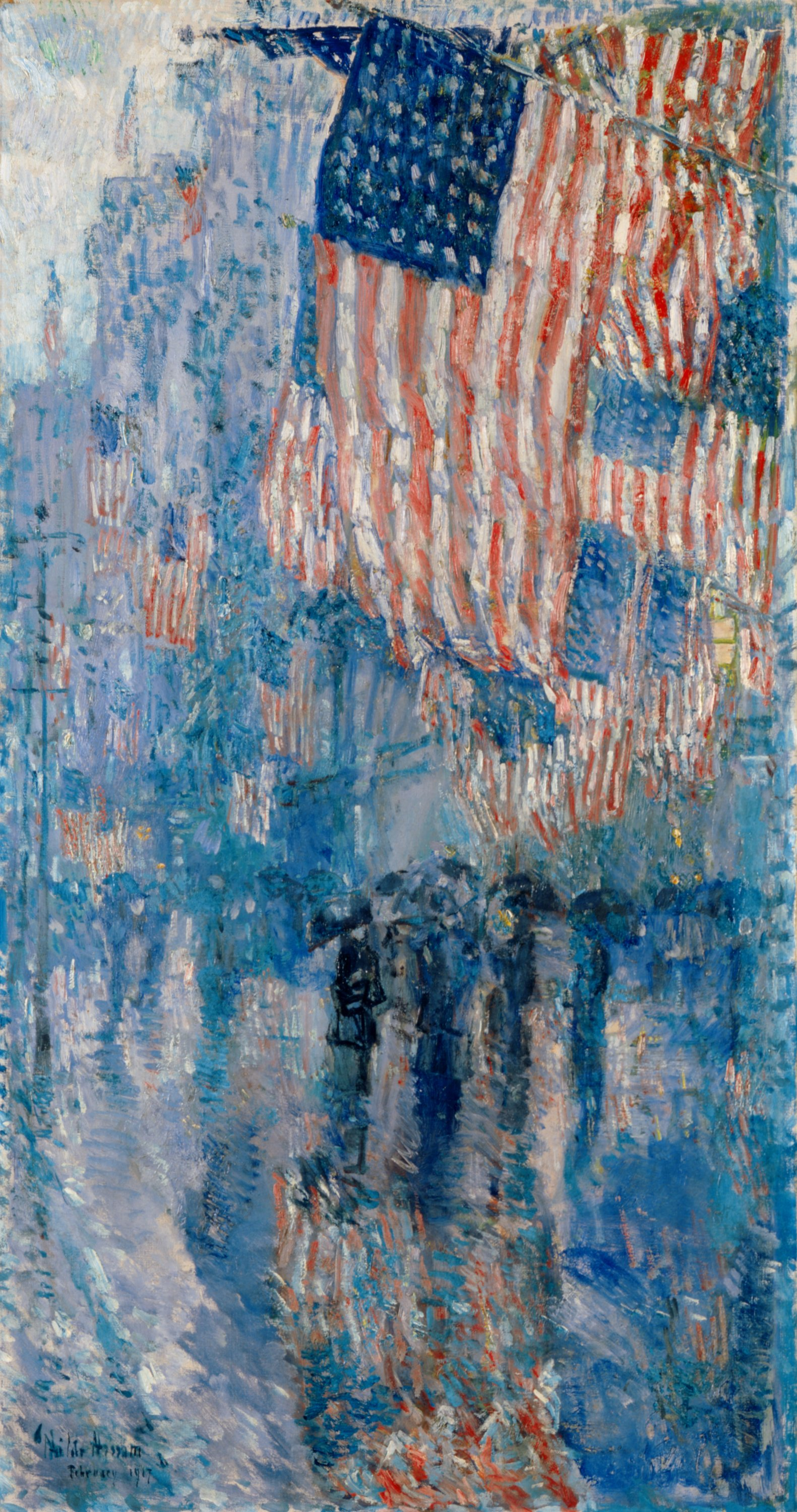
خیابان در باران

خیابان در باران (انگلیسی: The Avenue in the Rain) یک نقاشی رنگ روغن از نقاش امپرسیونیست آمریکایی چایلد هسام است که در سال ۱۹۱۷ میلادی طرح گردید. این نقاشی نشانگر پنجمین خیابان نیویورک است که با پرچم‌های ایالات متحده تزیین گردیده و چنین به نظر می‌رسد که حال و هوای یک مراسم جشن را به نمایش می‌گذارد. این نقاشی یکی از ۶ اثر مجموعه هنری هسام می‌باشد که در کاخ سفید قرار دارد.
میان سال‌های ۱۹۱۶ تا ۱۹۱۹، چایلد هسام حدود ۳۰ نقاشی از خیابان‌های تزیین شده با پرچم‌های مختلف نقاشی کرد. این اثر هنرمند در فوریه ۱۹۱۷، مدت زمان کوتاهی قبل از پیوستن ایالات متحده به جنگ جهانی اول طرح گردید؛ درست همان زمانی که احساسات میهن‌پرستانه در ایالات متحده به اوج خود رسیده بود. ابعاد این اثر هنری هسام ۴۲ در ۲۲٫۲۵ اینچ (۱۰۶٫۷ در ۵۶٫۵ سانتیمتر) می‌باشد. رنگ غالب در این نقاشی، رنگ‌های قرمز و آبی می‌باشد که رنگ سفید برای ستاره‌های منقش بر روی پرچم نیز با آنها ترکیب گردیده.

## نگارخانه

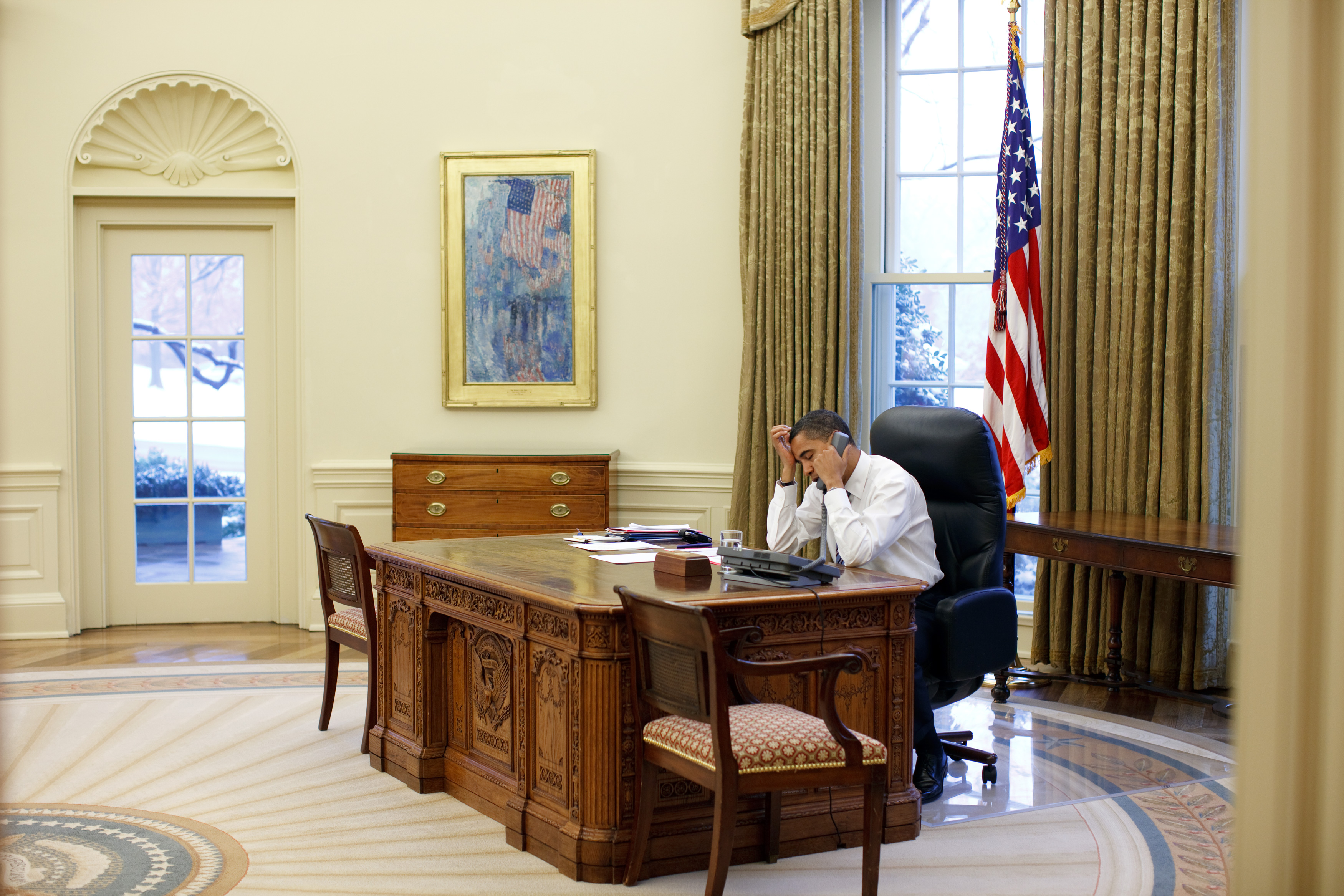
باراک اوباما در دفتر بیضی کاخ سفید و تابلوی هسام بر دیوار مقابل
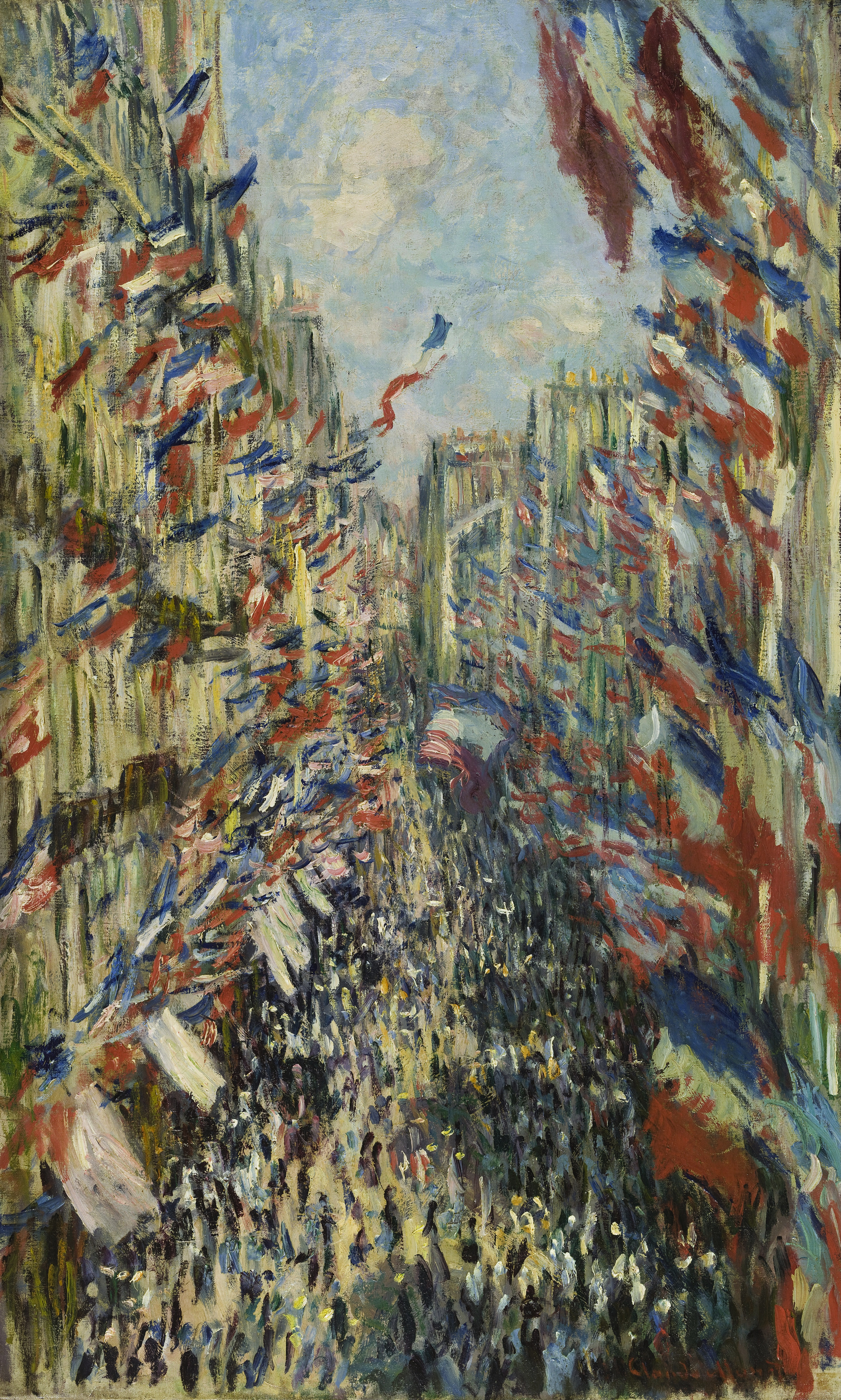
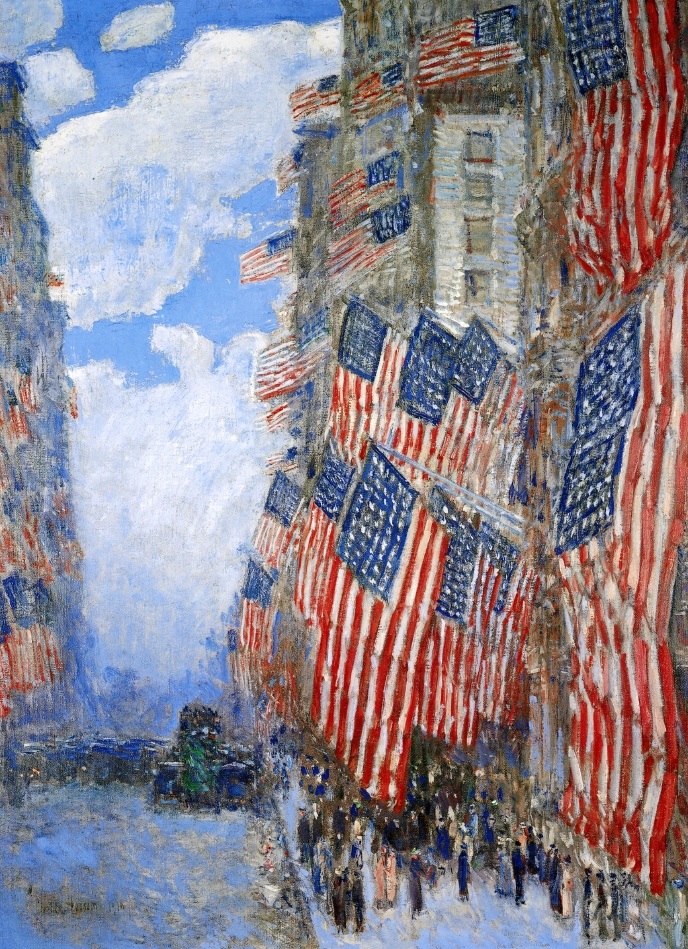
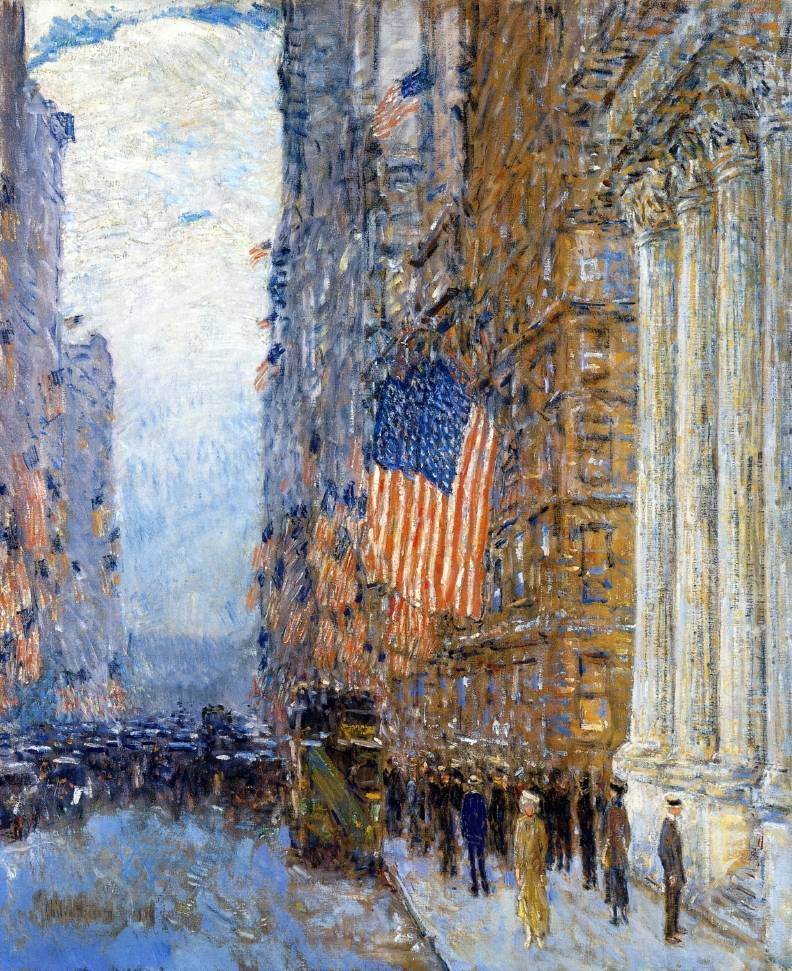
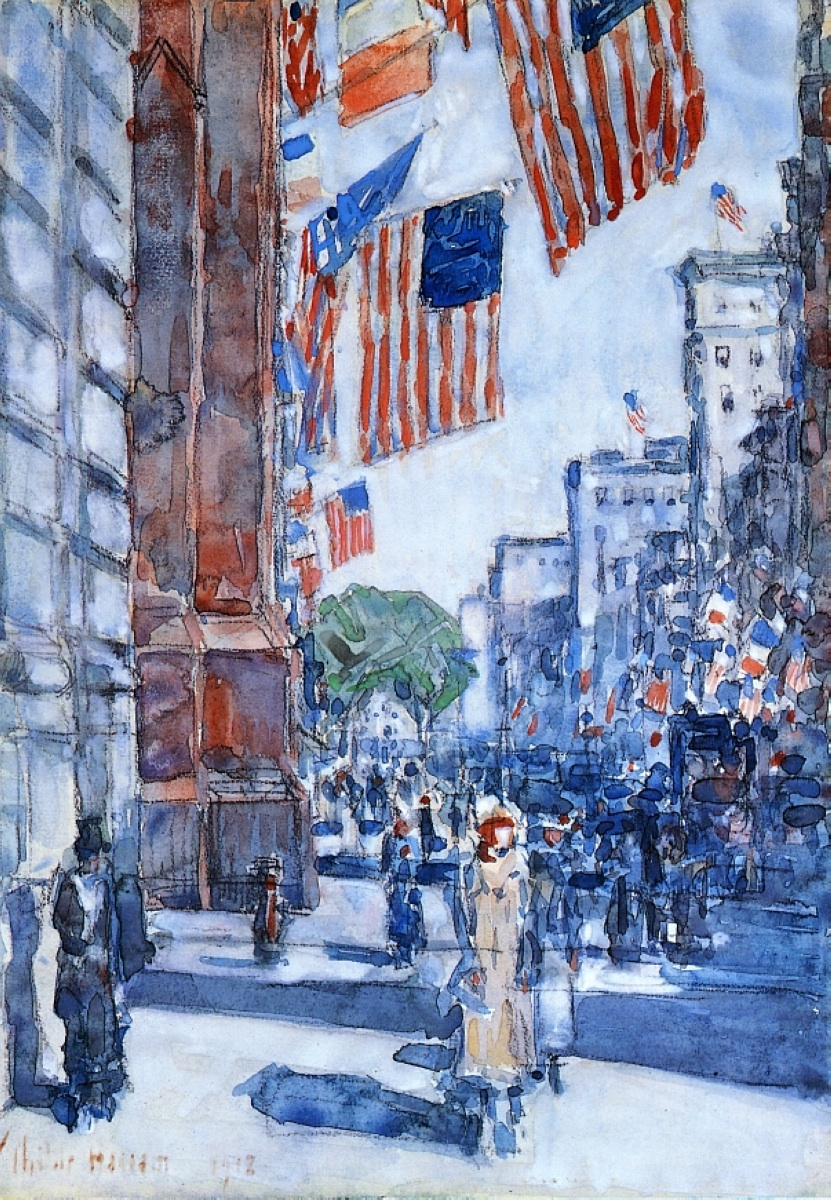